# Winnsboro (Louisiane)
Winnsboro est une ville et le siège de la paroisse de Franklin, dans l'État de la Louisiane, aux États-Unis. Selon le recensement de 2010, la population était de 4 910 habitants, une baisse par rapport à la population de 5 344 habitants en 2000. La population est afro-américaine à 59 %. L'US 425 passe du nord au sud à travers Winnsboro, parallèlement à la Louisiana Highway 15 et s'étend vers le nord jusqu'à Rayville, le siège de la paroisse voisine de Richland.

## Histoire
La paroisse de Franklin a été créée en 1843, en partie grâce aux efforts du sénateur John Winn. Des terres pour créer un siège de paroisse ont été achetées en 1844, pour fonder Winnsborough, renommée ensuite Winnsboro[réf. nécessaire].

## Géographie
Selon le bureau de recensement des États-Unis, la ville a une superficie totale de 11 km2, dont 10 km2 sont des terres et le reste, des étendues d'eau.

## Soins de santé
Winnsboro accueille le seul hôpital situé dans la paroisse de Franklin, le centre médical Franklin, bâti en 1970.

## Éducation
Il y a une école élémentaire et un high school dans la ville, ainsi que quelques écoles privées. Un campus de l'institut technique de Louisiane est également à Winnsboro.

## Culture

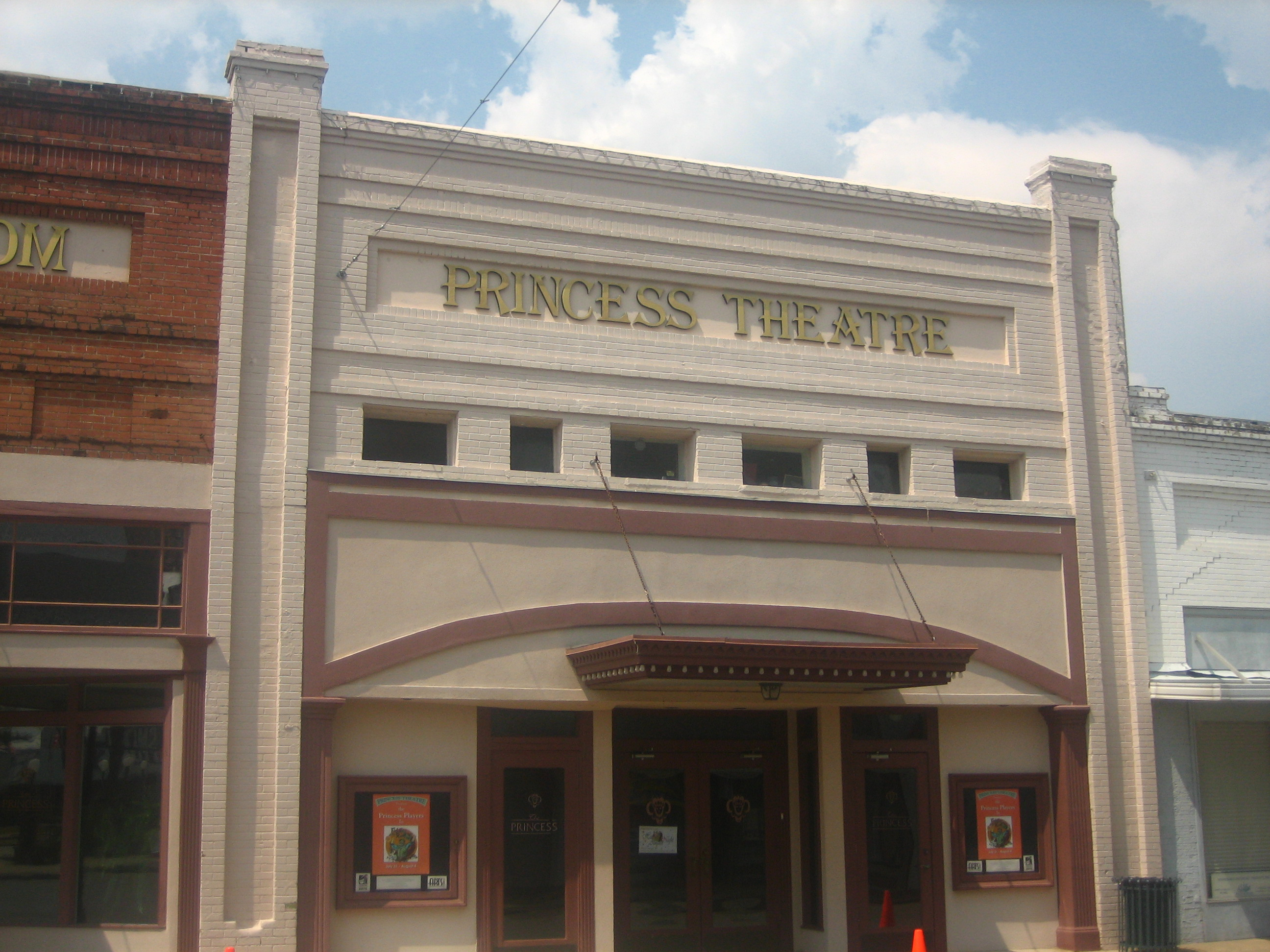
Le cinéma Princess au centre-ville de Winnsboro.

Le cinéma Princess a été créé en 1925 par George Elam, dans un édifice datant de 1907. On y a projeté des films muets, accompagnés par de la musique au piano. Après l'avènement du cinéma sonore, Elam installe un système de son dans le cinéma en 1930. Le cinéma ferme en 1985, mais la ville restaure le site au début du XXIe siècle.

## Économie

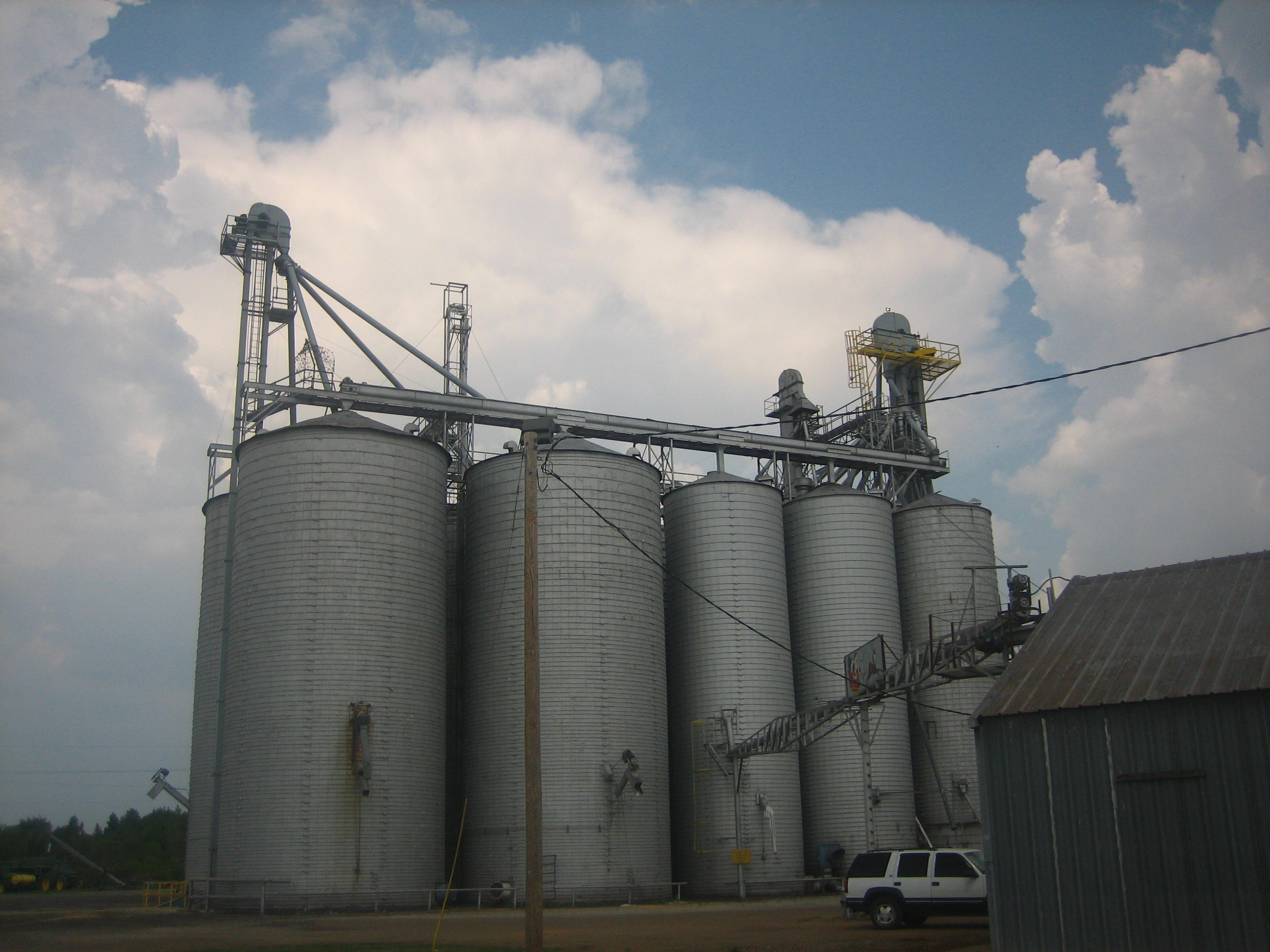
L'élévateur à grain de la ville.

La base économique de Winnsboro est constituée de sociétés dans les secteurs des vêtements, de la construction de bateaux, d'embouteillage et des produits alimentaires, de l'aviation, de la santé et de l'agriculture. Il y a un grand silo à grain dans la ville.

## Personnalités liées à la ville
- Anthony McFarland, footballeur.
- John Moffitt, médaillé d'argent au saut en longueur aux Jeux Olympiques de 2004.
- Woody Sauldsberry, joueur de la NBA